# Semiothisa zozinaria
Semiothisa zozinaria là một loài bướm đêm trong họ Geometridae.